# Александров, Франц Александрович
Франц Александрович Александров (15 февраля (11 марта) 1829, Гатчина, Санкт-Петербургская губерния, Российская империя — 13 марта (6 апреля) 1875, Санкт-Петербург, Российская империя) — русский педагог. Кандидат педагогических наук (1851).

## Биография
Родился Франц Александрович Александров 15 февраля (11 марта) 1829 года в Гатчине.
Окончил курс в Гатчинском сиротском университете, после чего был зачислен в штат Санкт-Петербургского университета на физико-математический факультет, где в 1851 году получил степень Кандидата педагогических наук.
В 1852—1865 годах работал преподавателем истории в Новгородской гимназии, в 1865—1866 годах — инспектором Архангельской гимназии, с 1868 года — инспектором и директором Новгородской и других гимназий.
В 1873—1875 годах работал директором Кронштадтского реального училища.
Умер 13 марта (6 апреля) 1875 года в Санкт-Петербурге.